# 洛厄尔天文台
洛厄尔天文台（英語：Lowell Observatory）是位於亞利桑那州旗杆鎮的天文觀測台。在美國，洛厄尔天文台是最老的天文台，因此在1965年被指定為美国国家历史名胜。最初，這個天文台只有一架迄今仍開放給民眾使用24英吋克拉克望遠鏡，每年大約有70,000名遊客在白天先參加天文台安排的導遊活動，晚間再透過克拉克望遠鏡以及其他的望遠鏡觀賞夜空中奇妙的美景。它是由波士頓的望族洛厄尔家族的天文學家帕西瓦尔·洛厄尔建立的，並且有一陣子是由他的第三代堂兄盖伊·洛厄尔掌管，現在受委託的管理人是威廉·洛厄尔·普特南，是建立起長遠委託制度的羅傑·普特南的兒子與創建者帕西瓦尔·洛厄尔的孫外甥。
天文台目前有在旗杆鎮的兩個地點設置了一些望遠鏡，主要的機構設置在旗杆鎮正西方的火星丘，最早的24英吋克拉克折射望遠鏡和建築至今仍開放做為公共教育的場所，但已經不從事研究工作了。這架望遠鏡在1896年建造時花費了20,000美金，是由在波士頓的克拉克父子光學望遠鏡公司組裝好，再經由鐵路運送到旗杆鎮。 同樣位於火星丘上的還有發現冥王星的13英吋望遠鏡，克萊德·湯博用這一架望遠鏡在1930年發現了冥王星。
本天文台用在研究的四架望遠鏡都在旗桿市西南方12英里，有著漆黑夜空的安德森台地，包括72英吋的帕金斯望遠鏡（與波士頓大學共管）和42英吋的約翰S.海爾望遠鏡。本天文台和美國海軍天文台是合作夥伴，因此NRL的海軍原型光學干涉儀（Navy Prototype Optical Interferometer, NPOI）就位於此地。天文台還有一些較小的研究用望遠鏡分別位在有歷史性的火星丘和澳洲、智利等地方。本天文台目前正在建造的4.2米發現頻道望遠鏡 （页面存档备份，存于）是與發現傳播集團合作的。

## 探索頻道望遠鏡
本天文台正在與發現傳播集團合作，在亞利桑納北方鄰近快樂傑克之處興建一架新的望遠鏡。這架望遠鏡座落於莫可揚山脈的可可尼諾國家森林保護區邊緣，估計這是在美國本土上第五大的森林，是特別允許洛威爾天台的天文學家進入的新研究區域和在現行的管理下能更有效的高效率利用。發現傳播集團和研究的項目將聚焦在情報資料和教育上，並持續的在電視節目上做天文學、科學和工藝的傳播發現傳播網（中文） （页面存档备份，存于）。另一方面，本天文台的探索頻道望遠鏡預期會對教育和經濟的狀態有著意義重大的衝擊。

## 進行中的研究
本天文台的天文學家使用地基的望遠鏡、飛機和太空中的望遠鏡，在太陽系和尖端的天文物理等領域內，廣泛的主導著研究。在許多仍在進行的研究中，像近地小行星、海王星外的古柏帶巡天、太陽系外行星的搜尋（跨大西洋系外行星搜尋計畫）、長達十年的太陽光度穩定性研究、和在遙遠的星系內各種不同類型恆星形成和演化的研究等等。另一方面，天文台的成員為顧客設計和建造望遠鏡或是使用本天文台和世界各地的望遠鏡。例如，本天文台的員工為同溫層紅外線天文學望遠鏡（Stratospheric Observatory for Infrared Astronomy，SOFIA）建造了尖端的高速照相機。SOFIA是美國和德國太空總署合作的計畫，將一架波音747 SP改裝，並在上面安裝了一架2.5米的望遠鏡。

## 著名的發現
- 克萊德·湯博在1930年發現冥王星，在2006年之前認為是太陽系的第九大行星。
- 維斯托·斯里弗在1912至1914年間，廣泛的研究星系的退行速度，這項研究最終導致宇宙膨脹的認知。
- 在1977年共同發現天王星的環。
- 發現哈雷彗星光度變化的週期。
- 發現已知的最大三顆恆星。
- 發現冥王星有大氣層。
- 確認冥王星兩顆衛星的軌道：Nix和Hydra。
- 在甘尼米德上發現氧氣。
- 在天王星的三顆衛星上發現冰凍的二氧化碳。
- 發現第一顆海王星特洛伊小行星。
- 證實HD 209458 b的大氣層含有水蒸氣。

## 外部連結
- 官方网站
- 洛厄尔天文台的Facebook專頁
- YouTube上的洛厄尔天文台頻道
- 洛厄尔天文台的Instagram帳戶
- 洛厄尔天文台的X（前Twitter）
- 洛厄尔天文台的TikTok
- 發現頻道望遠鏡（英文） （页面存档备份，存于）
- Flagstaff Clear Sky Clock （页面存档备份，存于） Forecasts of observing conditions covering Lowell Observatory.